# Hêtre argenté
Espèce
Le hêtre argenté (Nothofagus menziesii) est un arbre endémique de Nouvelle-Zélande.